# Nareen Shammo

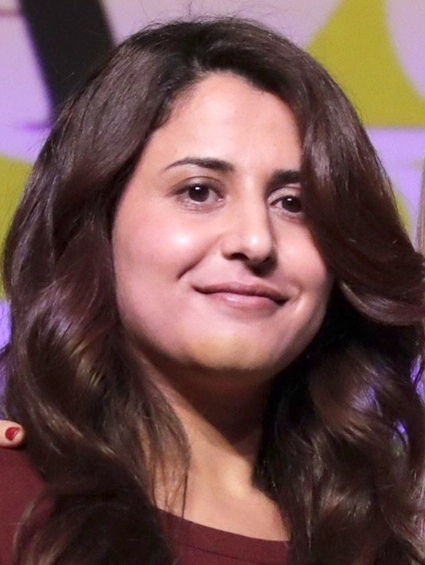
Nareen Shammo in Madrid in 2017.

Nareen Shammo (Bashiqa, Irak, 1986) is een Jezidi onderzoeksjournalist en een mensenrechtenactivist.

## Leven
Shammo studeerde Engelse literatuur aan de Al-Hadba Universiteit van Mosul. Ze heeft gewerkt als een journalist en tv producent, en voert campagne voor de rechten van Jezidi vrouwen.
In 2014 nam ze ontslag van haar baan bij de televisie toen ze vernam dat de Islamitische Staat systematisch vrouwen en meisjes in Irak ontvoert en tot slavernij dwingt. Ze was actief betrokken bij de bevrijding van gevangen genomen Jezidi meisjes en vrouwen en in het publiekelijk afkeuren van de Genocide op de Jezidi's. Ze heeft samengewerkt met het Initiative for Ezidis around the World en de Yazda Center.
Shammo was de eerste die zich uitsprak over misbruik van Jezidi vrouwen in het Koerdische regionale parlement en een oproep deed voor een interventie.
In 2015 werd ze beloond met de Clara Zetkin Women's Prize (Clara-Zetkin-Frauenpreis) bij de Duitse politieke partij Die Linke voor haar bijzondere werk.